# Гайнфельд (Німеччина)
Гайнфельд (нім. Hainfeld) — громада в Німеччині, розташована в землі Рейнланд-Пфальц. Входить до складу району Південний Вайнштрассе. Складова частина об'єднання громад Еденкобен.
Площа — 6,23 км2. Населення становить 862 ос. (станом на 31 грудня 2020).

## Галерея

Гайнфельд - Hainfeld
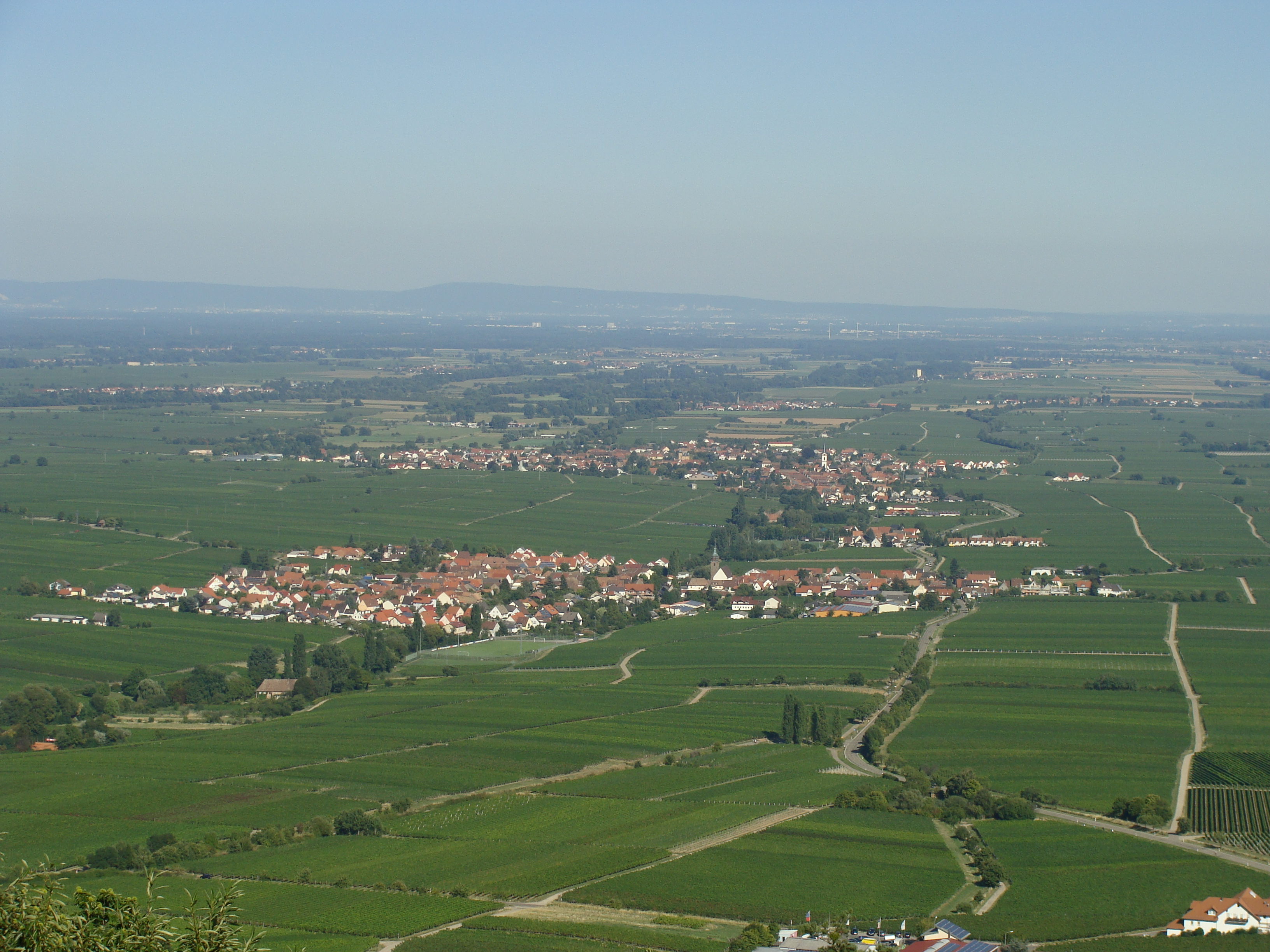
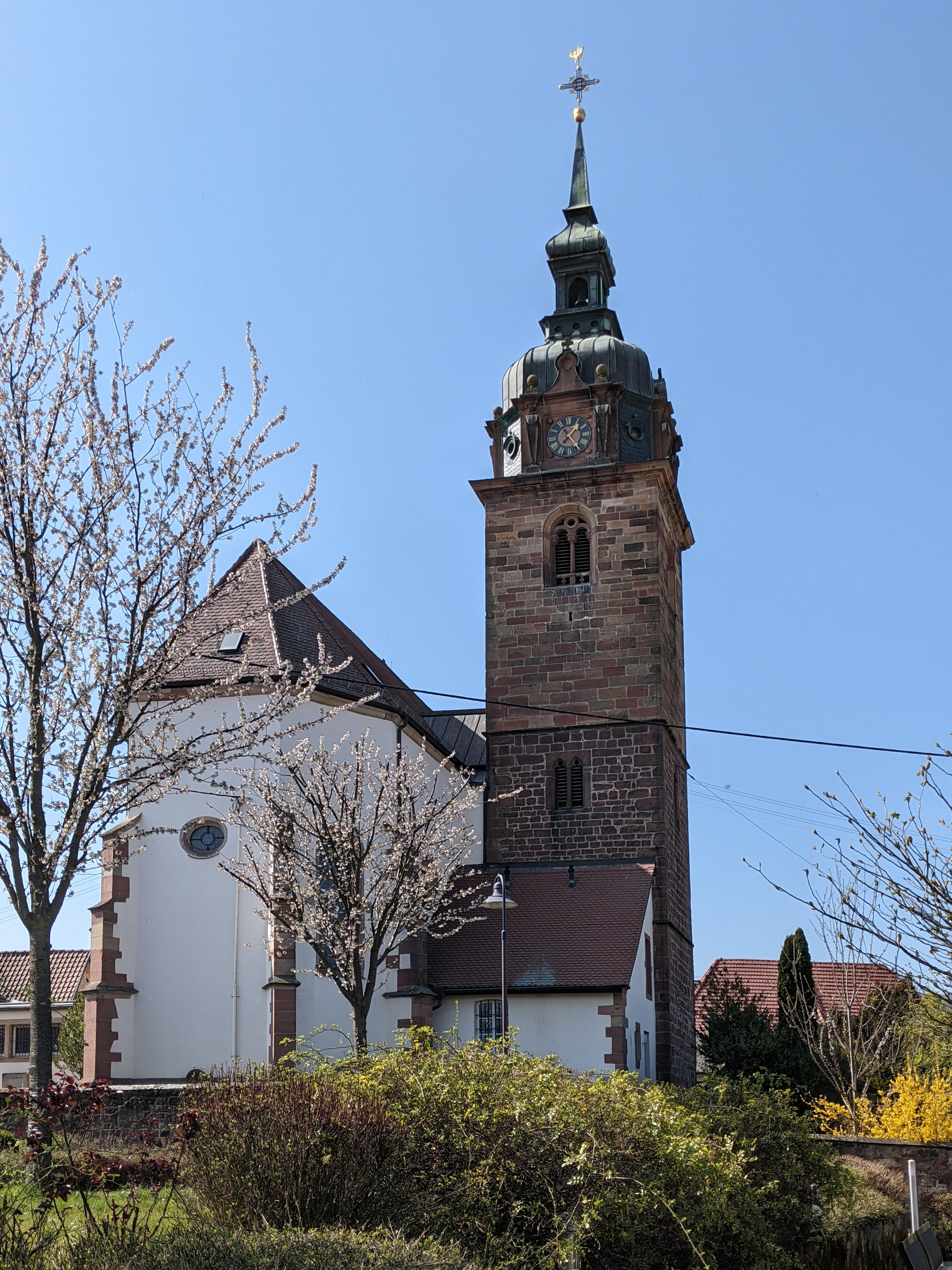
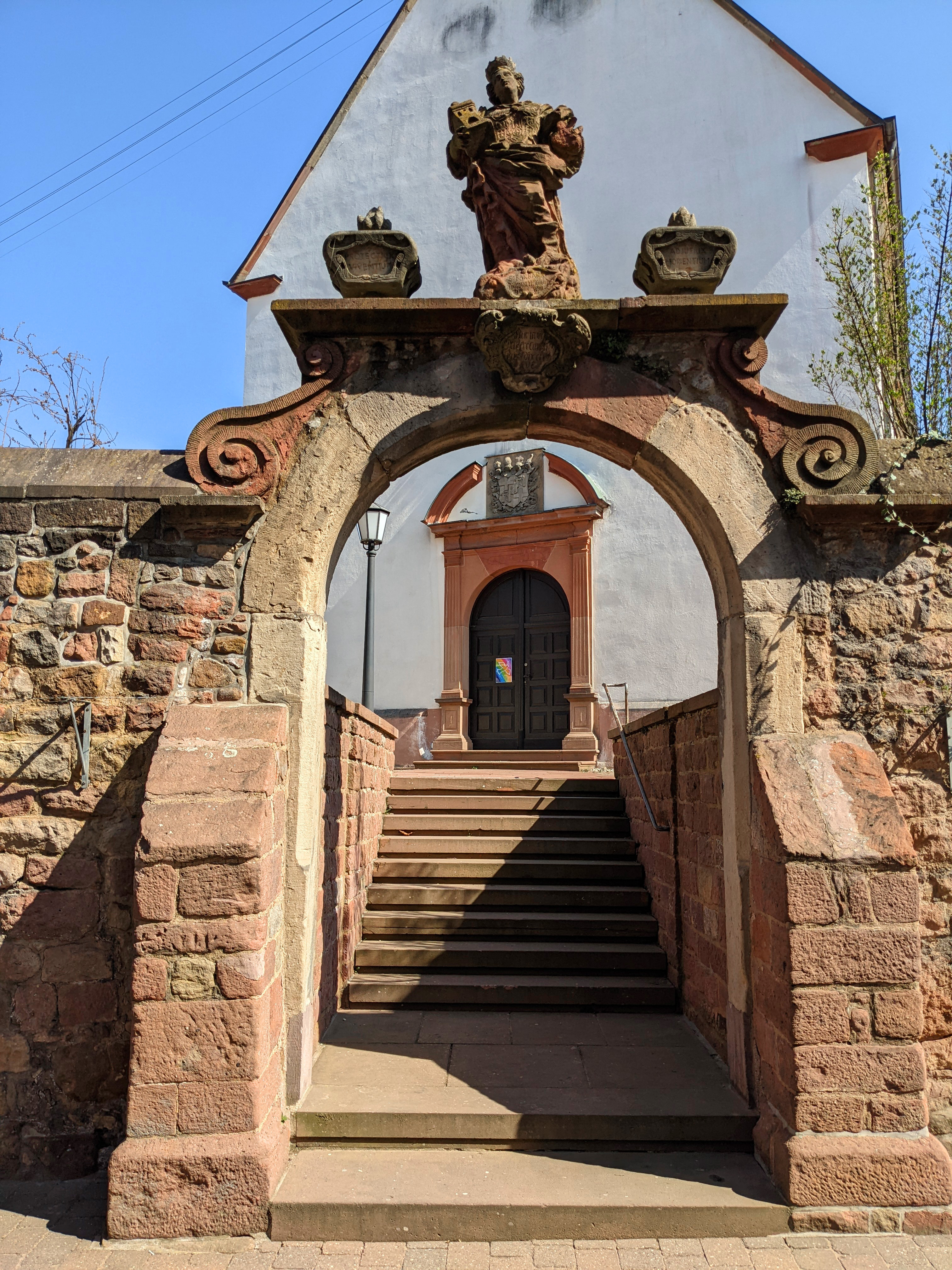
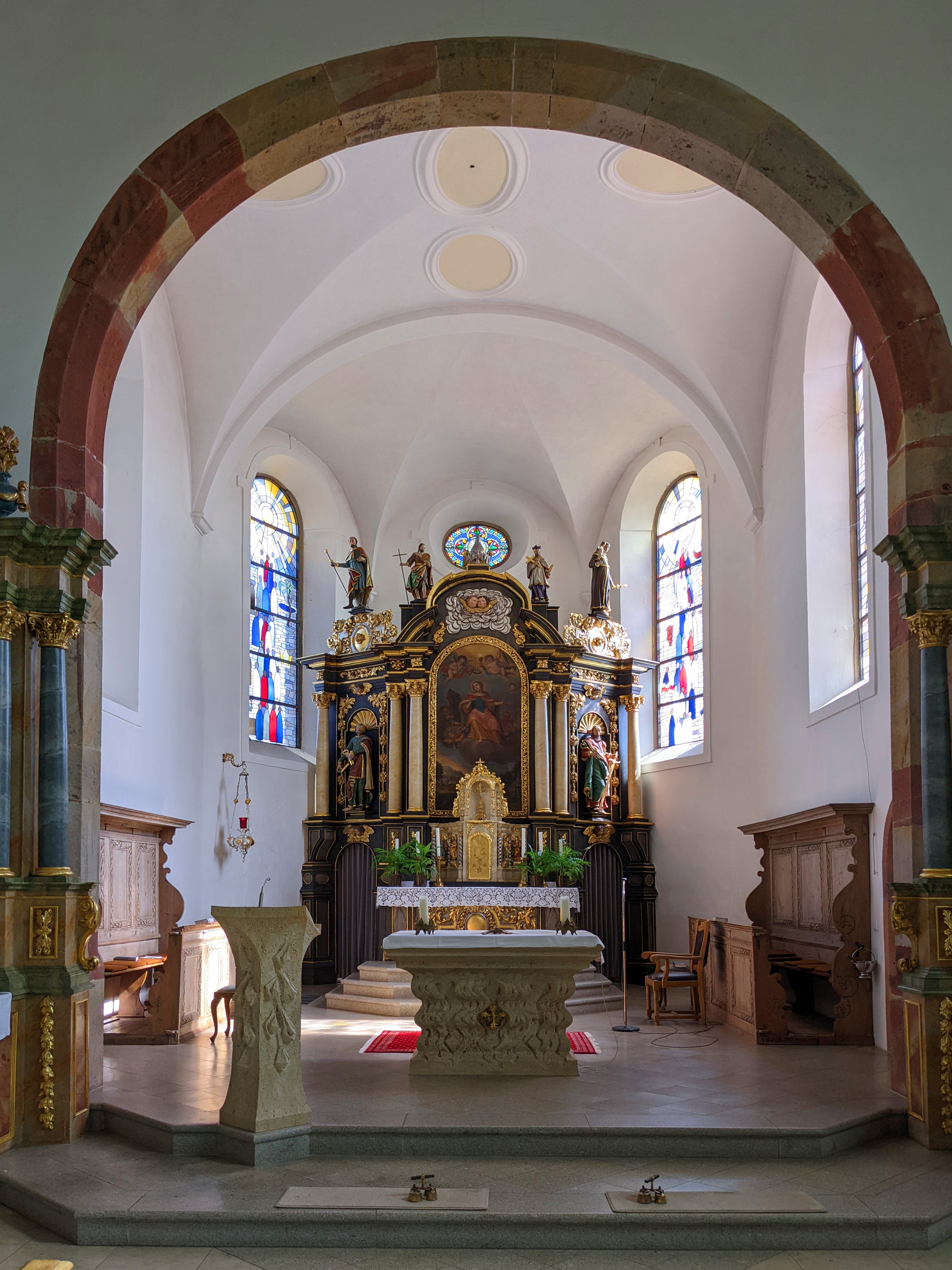
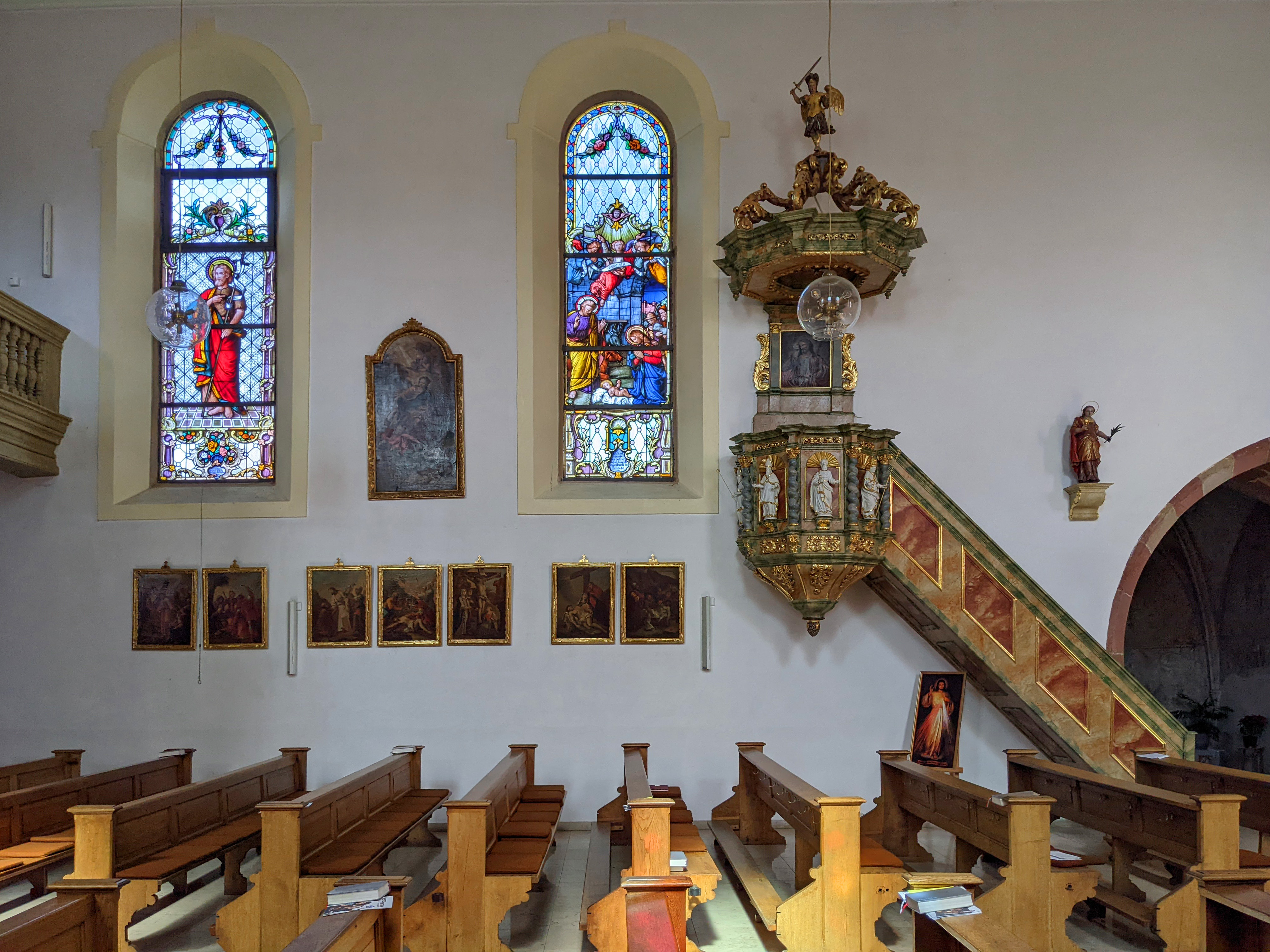
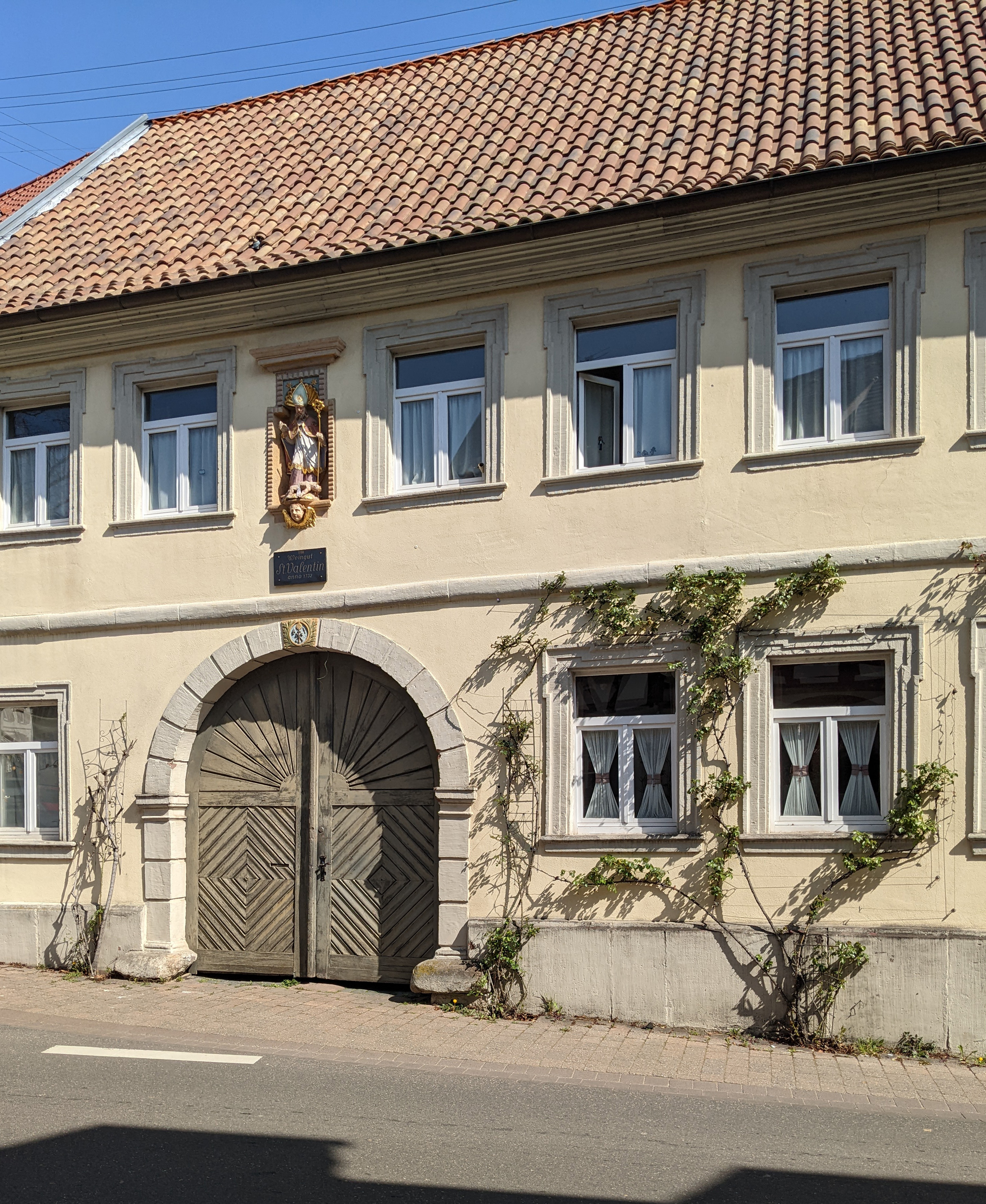
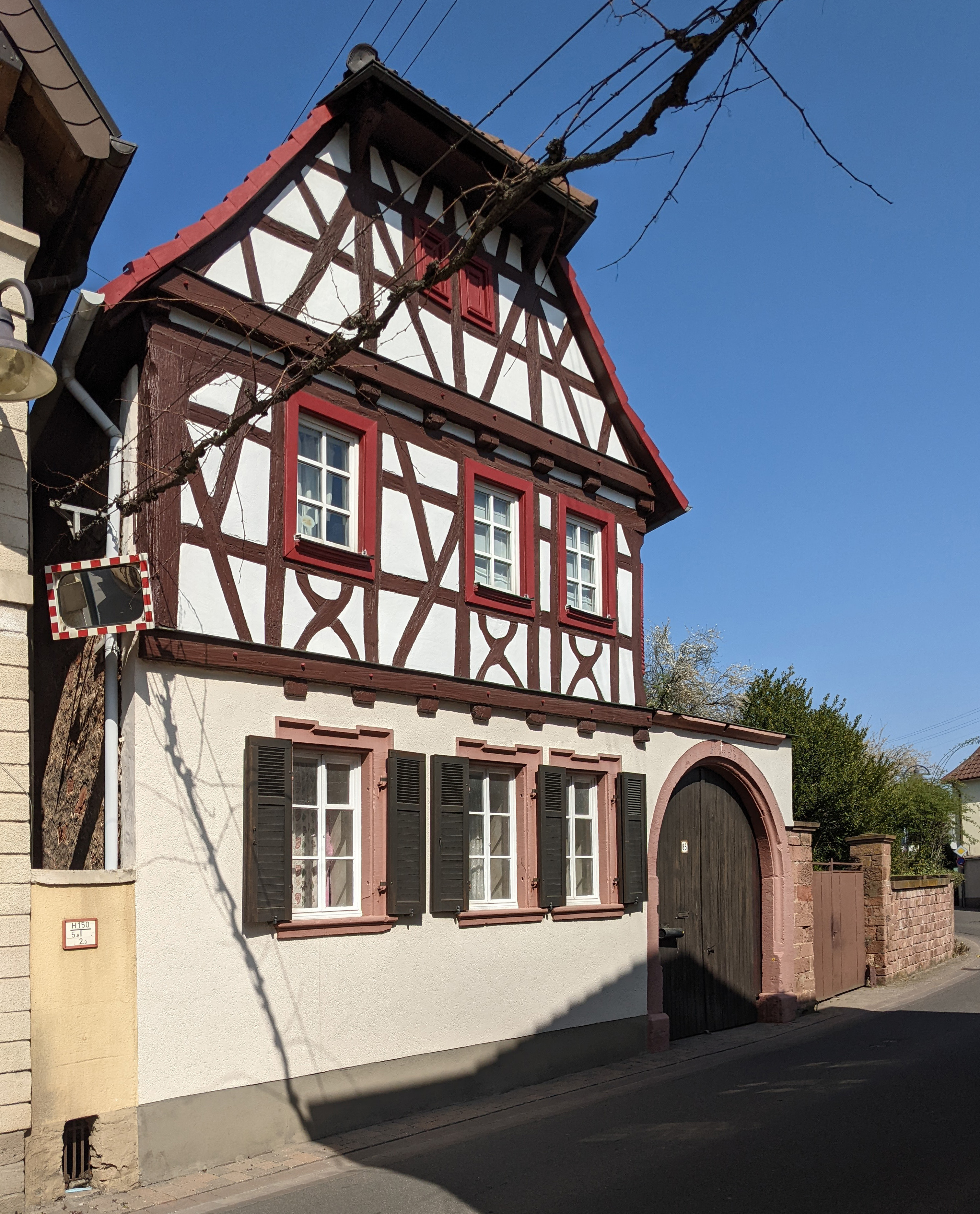
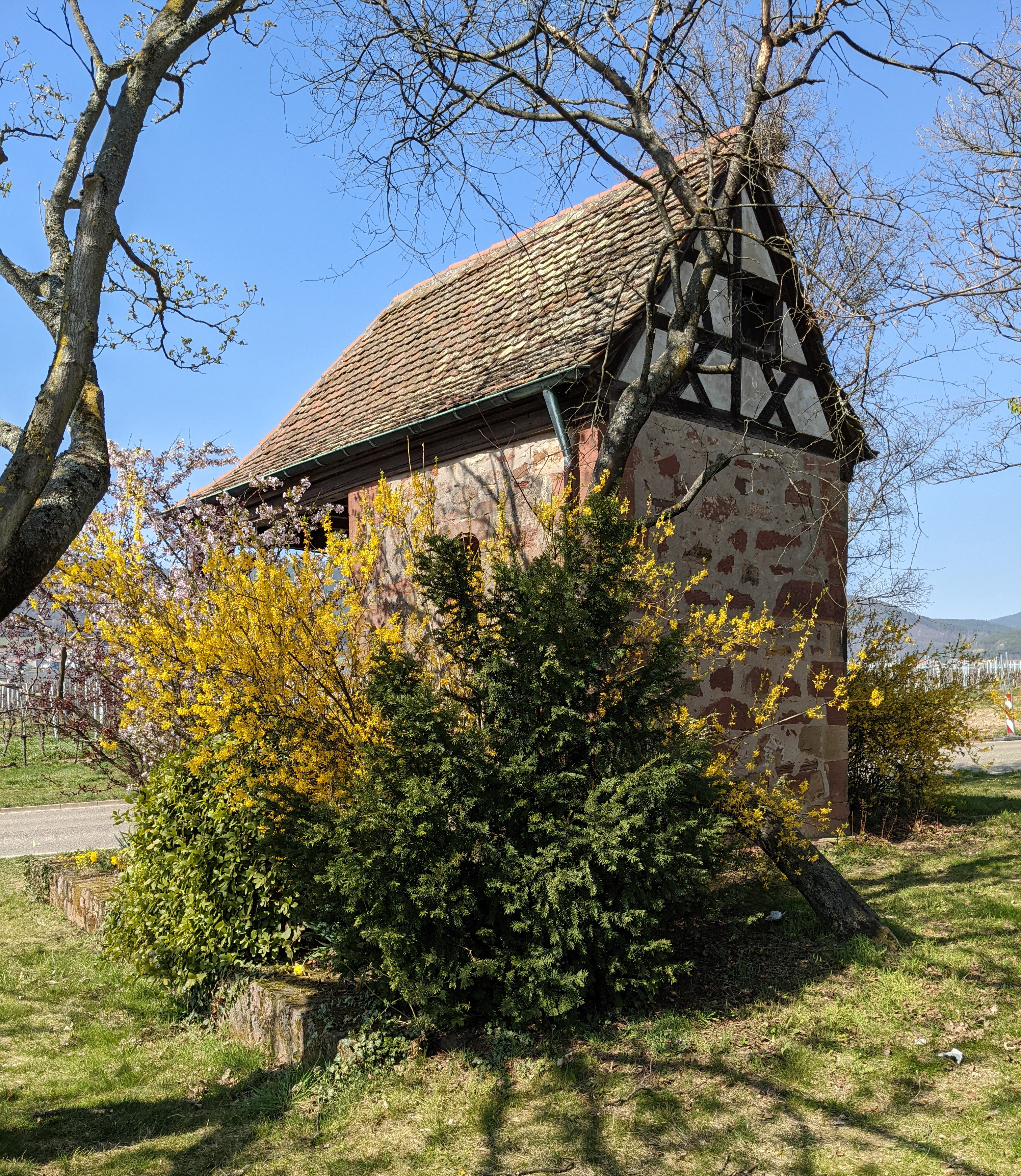
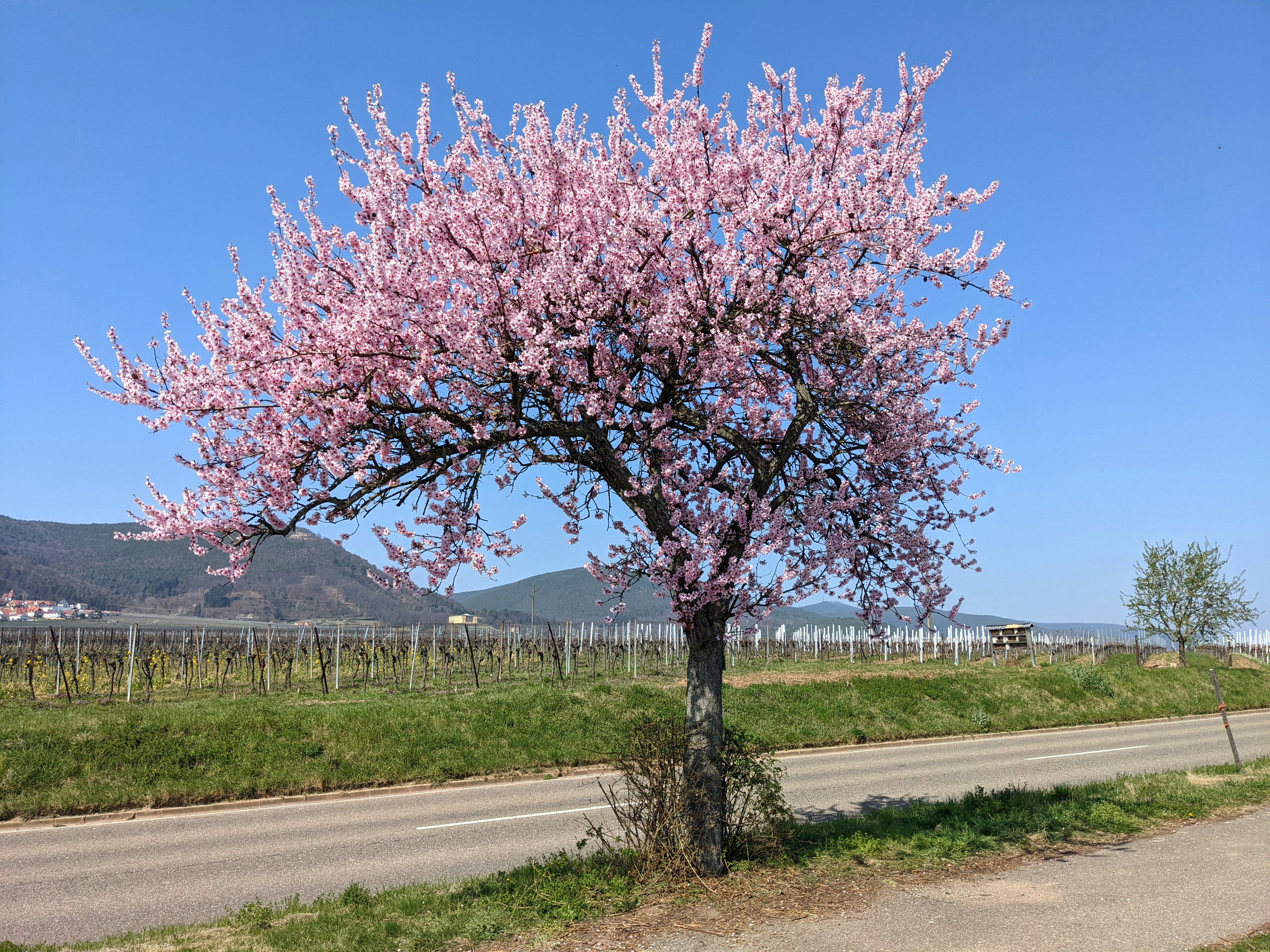
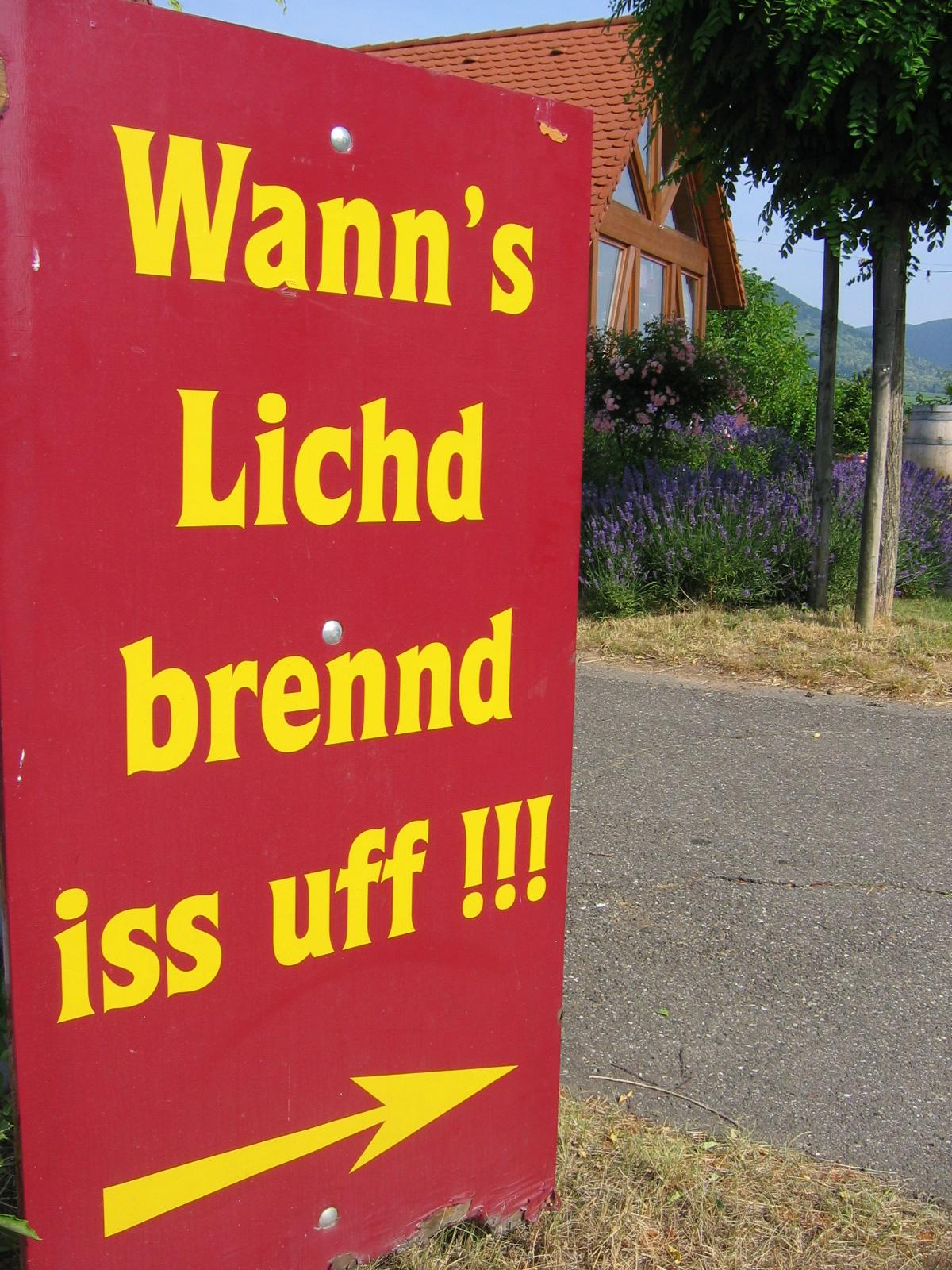